# لياندرو غاريكا
لياندرو غاريكا (بالإسبانية: Leandro Gareca)‏ (23 يونيو 1991 في بوليفيا - ) هو مدرب كرة قدم ولاعب كرة قدم بوليفي في مركز الظهير. شارك مع منتخب بوليفيا تحت 20 سنة لكرة القدم. أما مع النوادي، فقد لعب مع نادي فيغورينسي وUniversitario de Sucre ‏ وIndependiente F.B.C. ‏.

## وصلات خارجية
- لياندرو غاريكا على موقع قاعدة بيانات كرة القدم.إي يو (الإنجليزية)
- لياندرو غاريكا على موقع Soccerway.com (الإنجليزية)
- لياندرو غاريكا على موقع AS.com (الإسبانية)